# Liste antiker Ortsnamen und geographischer Bezeichnungen/Gl
| Lateinischer Name | Griechischer Name | Beschreibung                                       | Heute                                                               | Quellen und Verweise | Lage |
| ----------------- | ----------------- | -------------------------------------------------- | ------------------------------------------------------------------- | -------------------- | ---- |
| Glandimarium      |                   |                                                    |                                                                     | Smith;               |      |
| Glanis            |                   | siehe Clanis                                       |                                                                     |                      |      |
| Glannibanta       |                   |                                                    |                                                                     | Smith;               |      |
| Glanum            | Γλανόν (Glanon)   | Stadt in Gallien                                   | ca. 20 km südlich von Avignon in Frankreich                         | Smith;               |      |
| Glaphyrae         |                   |                                                    |                                                                     | Smith;               |      |
| Glaucanitae       |                   |                                                    |                                                                     | Smith;               |      |
| Glauconnesus      |                   |                                                    |                                                                     | Smith;               |      |
| Glaucus           | Γλαῦκος (Glaukos) | ein Kap und eine Stadt an der Küste von Ägypten    | etwa 15 km östlich von El Alamein                                   |                      |      |
| Glaucus           | Γλαῦκος (Glaukos) | Fluss in Armenia                                   | der Oltu Çayı, ein Nebenfluss des Çoruh in der nordöstlichen Türkei | Smith (2);           |      |
| Glaucus           | Γλαῦκος (Glaukos) | Fluss in Kolchis                                   | Tekhuri in Georgien                                                 | Smith (1);           |      |
| Glaucus           | Γλαῦκος (Glaukos) | Fluss in Achaia, der in den Golf von Patras mündet | Glafkos auf der Peloponnes                                          | Smith;               |      |
| Glaucus           | Γλαῦκος (Glaukos) | Fluss in Lydien                                    | Unterlauf des Demirci (Fluss) in der Türkei                         |                      |      |
| Glaucus           | Γλαῦκος (Glaukos) | Fluss in Lykien                                    | der Kargı, der in der Bucht von Fethiye in die Ägäis mündet         | Smith (4);           |      |
| Glaucus           | Γλαῦκος (Glaukos) | Fluss in Phrygien                                  | Quelle bei Işıklı in der Türkei                                     | Smith (3);           |      |
| Glessaria Insula  |                   |                                                    |                                                                     | Smith;               |      |
| Glinditiones      |                   |                                                    |                                                                     | Smith;               |      |
| Glisas            |                   |                                                    |                                                                     | Smith;               |      |
| Glota             |                   |                                                    |                                                                     | Smith;               |      |
| Glycys Limen      |                   |                                                    |                                                                     | Smith;               |      |
| Glyppia           |                   |                                                    |                                                                     | Smith;               |      |